# Dale Campbell-Savours
Dale Norman Campbell-Savours, baron Campbell-Savours (né le 23 août 1943) est un homme politique britannique du parti travailliste. Député de Workington de 1979 à 2001, il siège désormais à la Chambre des lords.

## Jeunesse
Campbell-Savours fait ses études à l'école Keswick et à la Sorbonne, à Paris, et devient directeur général d'une entreprise de fabrication d'horloges et de composants métalliques. Il épouse Gudrun Kristin Runolfsdottir en 1970, et ils ont trois fils, dont Markus Campbell-Savours, qui est élu député en 2024.

## Carrière parlementaire
Conseiller au conseil du district urbain de Ramsbottom de 1972 à 1974, il se présente à Darwen aux élections générales de février 1974 et octobre 1974, puis à Workington lors d'une élection partielle en 1976. Il est élu député de Workington aux élections générales de 1979 et la représente jusqu'à sa retraite de la Chambre des communes en 2001.
Campbell-Savours est porte-parole de l'opposition pour le développement international (1991-1992) et pour l'alimentation, l'agriculture et les affaires rurales (1992-1994), mais se met en retrait en raison de problèmes de santé. Il est membre de divers comités restreints, dont : l'agriculture (1994-1996) ; normes et privilèges (1995-2001); et le Comité du renseignement et de la sécurité (1995-2001).

## Chambre des lords
Il est créé pair à vie sous le nom de baron Campbell-Savours, d'Allerdale dans le comté de Cumbria le 4 juillet 2001 et siège maintenant à la Chambre des lords.
Il s'intéresse au travail social, à la réforme de l'éducation et de la santé et à la démocratie industrielle. Il est parrain de la Cumbria Deaf Association, de la Rural Academy Cumbria et président d'Allerdale Mind et de la Cumberland County League. 
Campbell-Savours est un ardent défenseur de la réforme des lois sur le viol afin d'empêcher des hommes innocents d'être victimes de fausses allégations. Plus particulièrement, il a utilisé son privilège parlementaire pour révéler l'identité d'un faux accusateur en série, qui était auparavant resté anonyme en raison des lois qui protègent les femmes qui signalent une agression sexuelle. Le mouvement a été décrit comme « scandaleux » par les militants des droits des femmes, qui ont affirmé que la décision de nommer la femme était illégale, une attaque contre les lois sur l'anonymat et équivalait à une persécution des femmes qui dénonçaient un viol. La femme nommée, qui n'a jamais été reconnue coupable d'avoir détourné le cours de la justice, a déclaré que la décision Campbell-Savours était un "revers pour toutes les victimes d'agression sexuelle".